# Ligne de Carrouges à Trun
Pour les articles homonymes, voir Carrouges (homonymie) et Trun.
La ligne de Carrouges à Trun était l'une des deux lignes de Voie ferrée d'intérêt local à voie métrique des Voies Ferrées Économiques de l'Orne (VFEO). Elle reliait les zones rurales de Fleuré, Boucé, Vieux-Pont, Rânes et Carrouges (au sud) et de Bailleul et Trun (au nord) à la ville d'Argentan, sous-préfecture de l'Orne en Basse-Normandie.
Elle est mise en service en 1913 et fermée définitivement en 1937.

## Histoire

### Chronologie
- Mises en service :
  - Argentan à Trun : 17 avril 1913
  - Argentan à Boucé : 12 juillet 1913
  - Boucé à Carrouges : 30 décembre 1913
- Fermetures  :
  - Argentan à Trun : vers 1936
  - Intégrale :mardi 8 juin 1937 après le marché d'Argentan toujours très fréquenté (jusqu'à ce jour, le tram était géré en dernier lieu par la société STAO du Mans )
  - Remplacement par des autobus STAO, sur le même itinéraire Carrouges-Rânes-Boucé-Argentan, avec arrêt prévu à la gare de Rânes sur les fiches-horaires.

### Création
Le projet initial d'une voie ferrée entre Domfront et Mortagne (avec divers itinéraires possibles )  apparut vers 1880 mais tarda à se concrétiser. Cela explique la somme allouée par le Conseil municipal de Rânes pour faciliter les déplacements des Rânais et le transport des marchandises produites par l'agriculture (bestiaux, pommes...) et l'industrie locale (castine pour le haut-fourneau, gueuses de fonte, produits des forges et des carrières de granit des Monts.    
Le projet était d'autant plus intéressant qu'il  prévoyait de prolonger la ligne de tramway au-delà de Trun vers Vimoutiers et au delà de Carrouges vers Lalacelle (La Lentillière), où elle aurait été reliée au réseau ferré (à voie normale) Alençon-Domfront .

### Exploitation
- Dans la traversée d'Argentan, le tramway avait plusieurs arrêts: la gare du tram (route d'Écouché) pour le transbordement des marchandises vers la ligne à écartement normal, la gare des trains  Argentan–État pour le transfert des voyageurs vers Paris, Granville, Caen, Alençon, Le Mans....

- Du fait du tracé emprunté par la ligne de tram, la ville d'Argentan disposait  d'une ébauche de tramway urbain via la Rue de la République puis la Place des 3 Croix.

## Caractéristiques

### Tracé
Le tracé de la ligne se trouvait essentiellement sur les voies routières avec quelques exceptions : une section en site propre en lacets entre Sévigny et Bailleul, pour adoucir la dénivellation existant entre la forêt de Gouffern et la route à Bailleul. Au niveau d'Argentan-Local, la voie s'éloignait aussi vers l'est de la route (de Flers) qu'elle retrouvait peu avant de franchir le ruisseau La Baize sur un pont commun. Entre Vieux-Pont et Boucé, la voie s'écartait de quelques mètres de la route sur une plateforme distincte au niveau de la côte dite de "La Pilloure", la voie ferrée bénéficiant ainsi d'un amoindrissement de la pente. Le bourg de Boucé était également contourné par la voie ferrée, du croisement RD2/RD48 côté Argentan, jusqu'à la RD48 après "La Goulafrière" côté Vieux-Pont. À l'entrée de Vieux-Pont venant de Boucé, la ligne bénéficiait d'une tranchée spécifique longeant la route, adoucissant là aussi la dénivellation. La principale section en site propre intégral se trouvait entre les gares de Vieux-Pont et Rânes, dont la gare se trouvait au lieu-dit "le Ménil Angot".

### Gares
- Trun
- Coulonces
- Villedieu-lès-Bailleul
- Bailleul
- Sévigny
- Crennes
- Argentan–Trois Croix
- Argentan–Carrefour Saint-Jacques
- Argentan–État : correspondances trains à la gare d'Argentan (Réseau de l'État)
- Argentan–Local
- Fleuré
- Boucé
- Vieux-Pont
- Rânes
- Le Champ-de-la-Pierre
- Saint-Martin-l'Aiguillon
- Sainte-Marguerite-de-Carrouges
- Carrouges